# Philip Jones (Admiral)

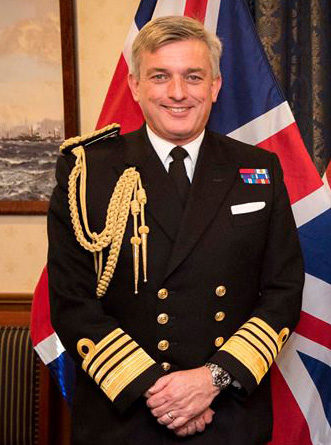
Admiral Philip Jones (2016)

Philip Andrew Jones, GCB, DL (* 14. Februar 1960 in Bebington, Metropolitan Borough of Wirral, England) ist ein ehemaliger britischer Admiral der Royal Navy, der unter anderem zwischen 2016 und 2019 Erster Seelord sowie Chef des Marinestabes war.

## Leben

### Seeoffizier und Schiffskommandant

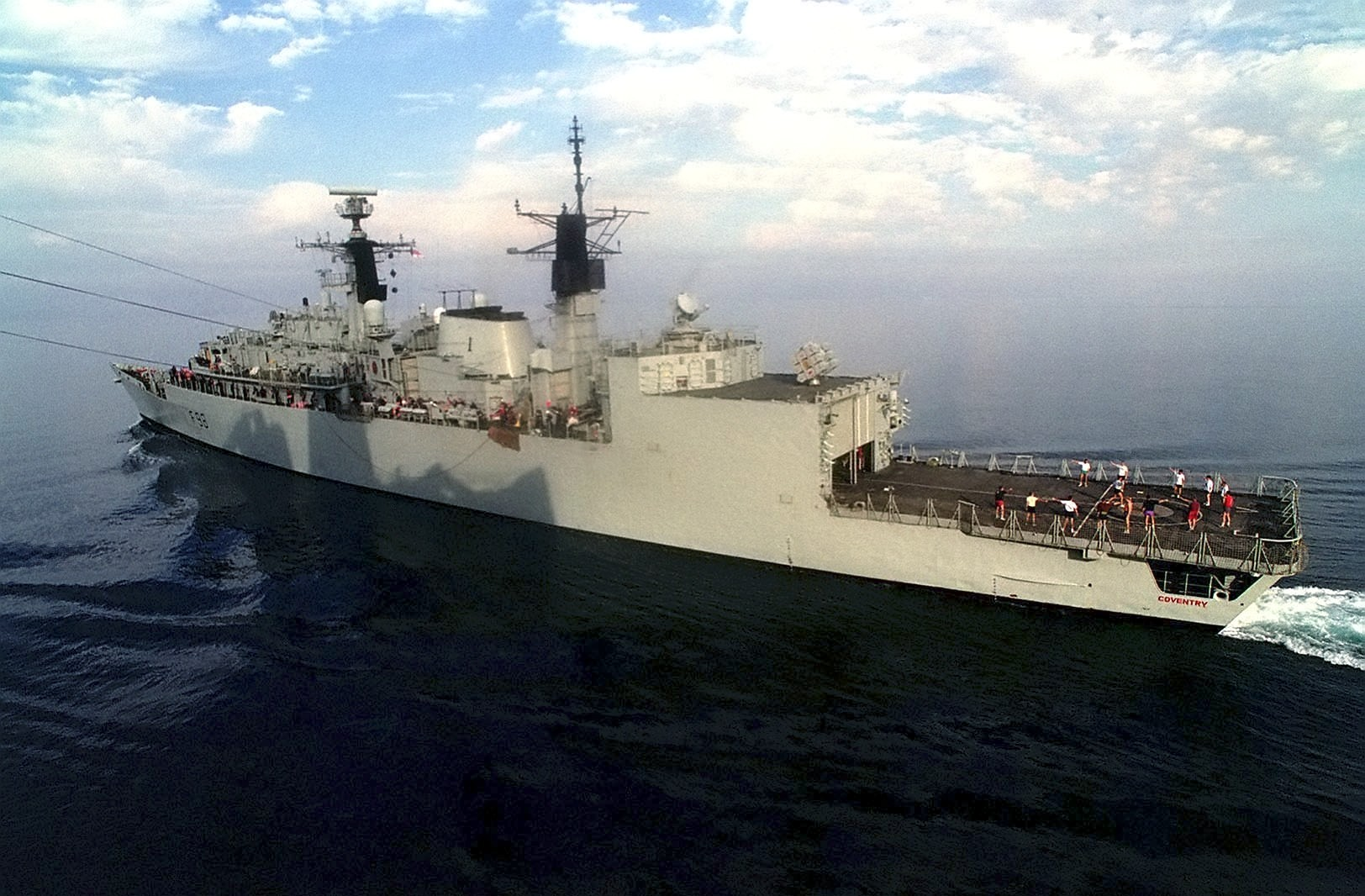
Kapitän zur See Philip Jones war zwischen Dezember 1999 und 2001 Kommandant der HMS Coventry, einer Fregatte der Broadsword-Klasse.

Philip Andrew Jones, Sohn von Edgar Jones und dessen Ehefrau Lilian Peters, begann nach dem Besuch der Birkenhead School ein Studium am Mansfield College der University of Oxford. Nach einer Ausbildung zum Seeoffizier am Britannia Royal Naval College in Dartmouth trat er 1980 in die Royal Navy ein und fand danach zahlreiche Verwendungen als See- und Stabsoffizier. Er war unter anderem als Kapitän zur See (Captain) zwischen Dezember 1999 und 2001 Kommandant der HMS Coventry, einer Fregatte der Broadsword-Klasse. Nach weiteren Verwendungen fungierte er als Flottillenadmiral (Commodore) zwischen August 2006 und Februar 2008 als Kommodore der Amphibischen Einsatzgruppe (Commodore, Amphibious Task Group) und wurde danach als Konteradmiral (Rear-Admiral) im Februar 2008 Nachfolger von Konteradmiral Tony Johnstone-Burt als Flag Officer, Scotland and Northern Ireland und war damit Kommandeur der Seestreitkräfte in Schottland und Nordirland. Diesen Posten hatte er allerdings nur bis September 2008 inne und wurde im Anschluss von Konteradmiral Martin Alabaster abgelöst.
Jones selbst wiederum übernahm im September 2008 von Konteradmiral George Zambellas die Funktion als Kommandeur der Marineeinsatzstreitkräfte des Vereinigten Königreichs (Commander, United Kingdom Maritime Forces). Auf diesem Posten blieb er bis Juni 2009 und wurde danach von Konteradmiral Peter Derek Hudson abgelöst. Daraufhin löste er Konteradmiral Robert Cooling im Amt als Assistierender Chef des Marinestabes für Politik (Assistant Chief of the Naval Staff, Policy) und übte diese Funktion bis Dezember 2011 aus, woraufhin Konteradmiral Matthew John Parr seine dortige Nachfolge antrat.

### Aufstieg zum Admiral und Erster Seelord

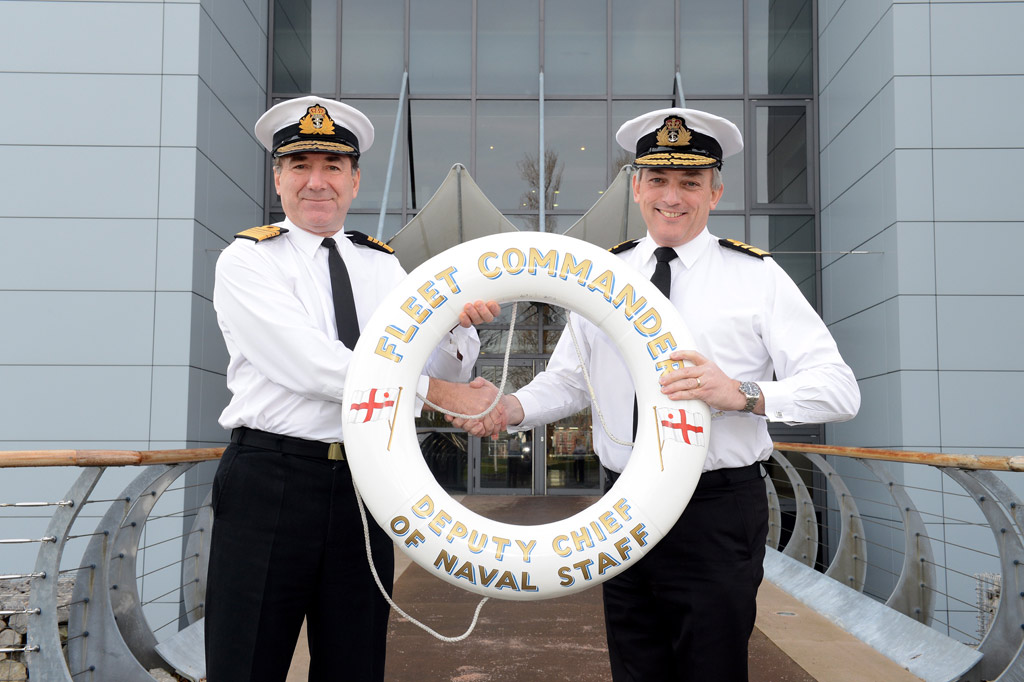
Vizeadmiral Jones (rechts) bei der Übergabe der Ämter als Oberkommandierender der Flotte sowie als stellvertretender Chef des Marinestabes mit seinem Vorgänger Admiral George Zambellas (links), 2012.

Als Nachfolger von Vizeadmiral George Zambellas übernahm Vizeadmiral Jones im Dezember 2011 den Posten als stellvertretender Kommandeur der Flotte (Deputy Commander, The Fleet). Diesen bekleidete er fast ein Jahr lang bis November 2012 und war damit der letzte Inhaber dieser Dienststellung. Anschließend wurde er im November 2012 wieder Nachfolger von Admiral George Zambellas, und zwar dieses Mal als Oberkommandierender der Flotte (Commander-in-Chief, The Fleet). Er bekleidete diese Funktion bis zu seiner Ablösung durch Vizeadmiral Ben Key im Februar 2016. Zugleich übernahm er in Personalunion auch die Funktion als stellvertretender Chef des Marinestabes (Deputy Chief of the Naval Staff). Für seine Verdienste wurde er während dieser Zeit am 14. Juni 2014 zum Knight Commander des Order of the Bath (KCB) geschlagen und führte fortan den Namenszusatz „Sir“.
Zuletzt wurde Admiral Philip Jones im April 2016 wieder Nachfolger von Admiral George Zambellas als Erster Seelord (First Sea Lord). Er war in dieser Funktion bis zu seinem Ausscheiden aus dem aktiven Militärdienst im Juni 2019 zugleich Chef des Marinestabes (Chief of the Naval Staff). Im Juni 2019 trat Admiral Tony Radakin seine Nachfolge in diesen Ämtern an. Im Februar 2019 wurde er Deputy Lieutenant der Grafschaft Hampshire.
Aus seiner 1987 geschlossenen Ehe mit Elizabeth Collins gingen ein Sohn und zwei Töchter hervor.